# 沖縄県社会福祉士会
一般社団法人沖縄県社会福祉士会（いっぱんしゃだんほうじんおきなわけんしゃかいふくししかい、英称 Okinawa Association of Certified Social Workers）は、沖縄県の社会福祉士を会員とする法人。

## 本部所在地
- 沖縄県那覇市首里石嶺町4-135-1　くしばるビル２０７

## 委員会
- 生涯研修委員会
- 高齢者支援委員会
- 障害者支援委員会
- 成年後見・権利擁護委員会　成年後見・権利擁護センター「ぱあとなあ沖縄（うちなー）」
- 国家試験対策委員会
- 広報委員会
- 相談事業委員会
- 児童・子育て支援委員会
- 地域支援委員会